# Folyóparti füzesek
A folyóparti füzesek (Salicetea purpureae Moor 1958) növénytársulástani osztályába a lomblevelű erdők (Aestilignosa) közül a síksági nagy folyók gyakran elárasztott partjain és zátonyain kialakuló ártéri pionír cserjéseket és puhafaligeteket soroljuk. Mivel a folyóvíz szüntelenül szállítja és apály idején lerakja a növények szaporító képleteit, az ilyen társulások kiterjedése nagy, mert az egymástól távoli erdők fajkészlete is igen hasonló. Fajösszetételük meghatározó tényezői:
- a folyó vízgyűjtő területének flórája,
- a vízfolyás sebessége,
- a hordalék jellege és
- a talajvíz mélysége.

Az elárasztás lehet rendszeres, periodikus vagy rendszertelen, alkalmi.
Az ebbe az osztályba sorolt társulások közös jellemzője a meglehetősen egyöntetű és szegényes fajkészlet. A fajösszetételt meghatározó fő tényezők:
- a folyószakasz jellege,
- a folyás sebessége és
- a hordalék jellege (szemcseeloszlása, tápanyagtartalma).

A viszonylag egyöntetű és fajszegény társulásokban gyakoriak az adventív jellegű pionír és az epizodikusan megjelenő (efemer) növények. A folyók parti zónájában ezek a társulások gyakran társulnak nádasokkal és magaskórós, hordaléklakó szövetkezetekkel.

## Rendszertani felosztásuk
Az osztálynak Magyarországon egyetlen rendje ismert: Bokorfüzesek és puhafaligetek (Salicetalia purpureae) Moor, 1958
Ennek két csoportja értelemszerűen:
- bokorfüzesek (Salicion triandrae) T. Müller & Görs 1958 két növénytársulással:
  - csigolya-bokorfüzesek (Rumici crispi-Salicetum purpureae) Kevey in Borhidi & Kevey, 1996 és
  - mandulalevelű bokorfüzesek (Polygono hydropiperi-Salicetum triandrae) Kevey in Borhidi & Kevey, 1996;

- puhafaligetek (Salicion albae) Soó, 1930 em. T. Müller & Görs három növénytársulással:
  - fehérnyárligetek (Senecioni sarracenici-Populetum albae) Kevey in Borhidi & Kevey, 1996,
  - feketenyárligetek (Carduo crispi-Populetum nigrae) Kevey in Borhidi & Kevey, 1996 és
  - fűzligetek (Leucojo aestivi-Salicetum albae) Kevey in Borhidi & Kevey, 1996.

Ez a rend az ártéri pionír cserjéseket és az ezekből fejlődő puhafás ligeterdőket foglalja magában. Valamennyi társulása patakok és folyók árterén nő. A sok oldott oxigént tartalmazó folyóvíz időnként elárasztja e cserjések és ligeterdők aljnövényzetét. Az árhullám e társulások fontos szelektív ökológiai tényezője. Mivel a bokorfüzesek és puhafás ligeterdők kialakulásában, dinamikájában és szukcessziójában a talaj vízszintje és az elárasztás játszik fontos szerepet, ezeket a társulásokat kivétel nélkül azonálisaknak tekintjük.